# Amathia connexa
Amathia connexa är en mossdjursart som beskrevs av Busk 1886. Amathia connexa ingår i släktet Amathia och familjen Vesiculariidae. Inga underarter finns listade i Catalogue of Life.